# ユートピアサイオト
ユートピアサイオトは広島県山県郡北広島町にあるスキー場。2011年ジェイ・マウンテンズ・グループからマックアースが施設を取得し、それ以来運営を行っている。名称はこのスキー場周辺地域の地名「才乙」に由来する。
高杉山の西斜面に造成されたスキー場で、キッズパークも備えておりファミリーからの人気も高い。西日本最大級のスノーパークもある。
広島県の北部に位置し、決して雪が少ないわけではないが、一日当たり1,420トンの高い造雪能力を誇り長い期間スキーを楽しめる。実際、2015年には人工雪で11月13日にオープンするなどしている。
なおこのスキー場は島根県との県境にほど近く、一見すると浜田自動車道瑞穂ICなどの島根県側からのアクセスが容易に見えるが、実際は島根県道・広島県道11号旭戸河内線（来尾峠、県境）が冬季通行止めになるため広島県側からのみアクセスできる。

## ゲレンデ
６本の索道に６つのコースが設定されている。

### コース
- ファミリー (400m)
- センター (1,060m)
- イエティ (1,000m)
- チャレンジ (1,000m)
- テクノ (800m)
- メダリスト (1,300m、最大斜度32度)

ゲレンデマップには記載されていないが、チャレンジコースからテクノコースに抜けていく林間コースのようなものも存在する。

### リフト
- 1stペア (291m)
- 2ndトリプル (633m)
- 3rdトリプル (685m)
- 4thトリプル (683m)
- 5thペア (825m)
- 6thペア (274m)

## 施設
麓に施設が集約されている。
- センターハウス…レストラン、カフェテリア、キッズスペース、休憩所、リフト券売場、ショップ、インフォメーション
- センターレンタルハウス…レンタル
- ソフィーズ…レストラン（休止）、休憩所
- サイオトロッジ夏季のみ宿泊施設として営業

## アクセス
- 中国自動車道 戸河内インターより国道186号線で34km
- 駐車場1,500台完備